# Diana López Varela

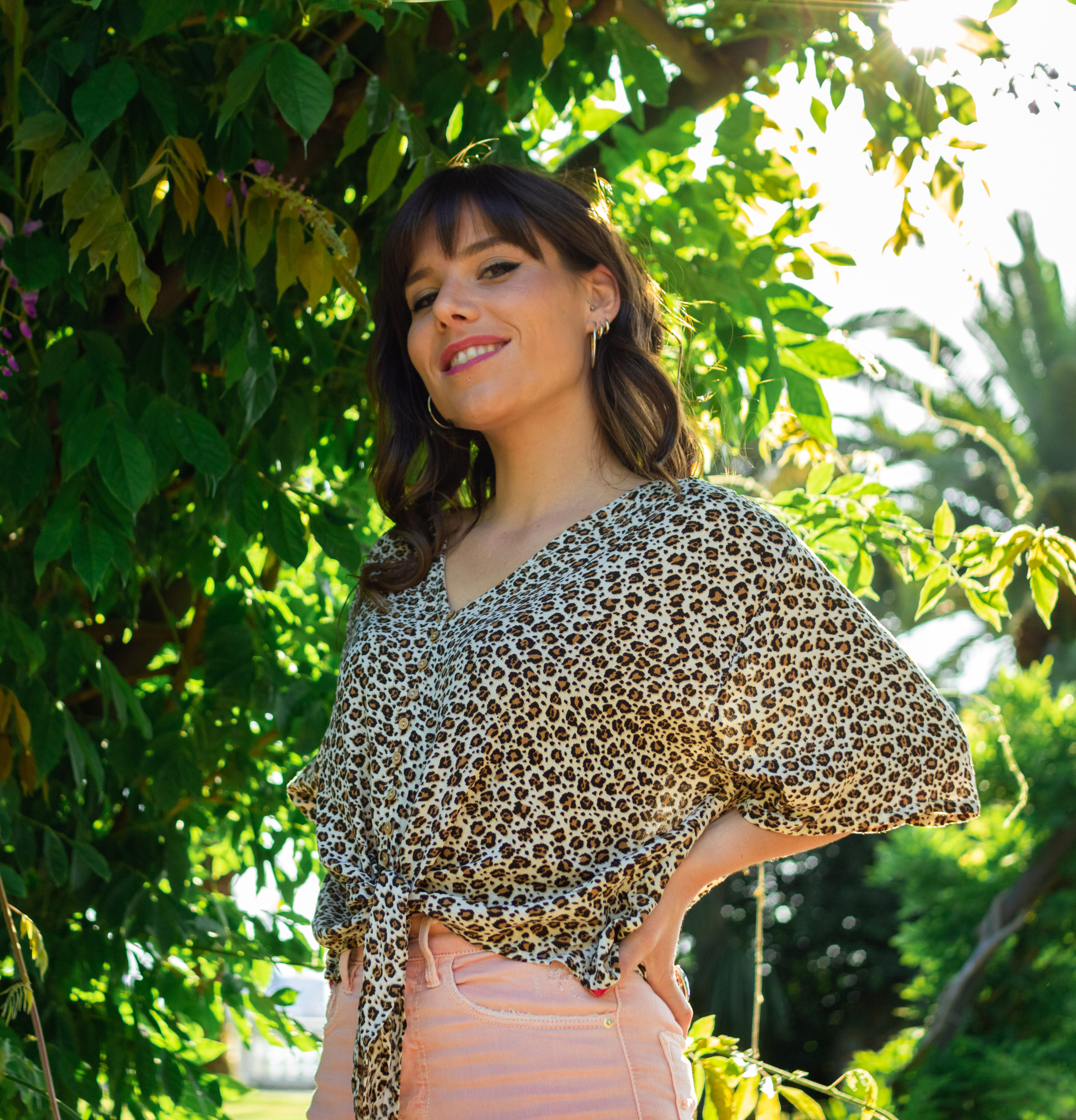
Retrato de Diana López Varela

Diana López Varela (Pontevedra, 1986) é uma jornalista, roteirista e escritora galega.

## Trajetória
Graduou-se em jornalismo na Universidade de Santiago em 2008 e completou mestrados na Universidade San Pablo CEU (2010), na Universidade de Vigo (2012) e na UNED (2019). Trabalhou como jornalista no Diario de Pontevedra, Diario de Arousa, Rádio Galega (Galicia por diante), VEO 7, Telecinco e Telelugo. Também colaborou em Jot Down, Elnacional.cat, Luzes da Galiza, Yes (La Voz da Galiza), Público, Onda Zero (Um alto nele camino, desde 2017).
Em 2012 iniciou o blog Suspenso em Religión no que publicou o artigo "Mi coño", sobre o aborto, que teve muita repercussão midiática. Desde 2018, organiza com Susana Pedreira o congresso As Mulheres que Opinam são Perigosas, encontro de mulheres colunistas que ocorre em Pontevedra, próximo a 8 de março. Participa de múltiplas palestras e encontros sobre gênero e feminismo.
É crítica do conceito micromachismo, sob a justificativa de que as atitudes designadas por micromachistas são tão lesivas quanto formas mais explícitas de machismo.

## Obra
- No es país para coños (2016). Península. 296 páginas. ISBN 978-84-9942-545-0. (em espanhol)
- No es país para coños, obra teatral escrita e dirigida por Diana López Varela.[14]
- Maternofobia (2019). Península. 232 páginas. ISBN 978-84-9942-814-7. (em espanhol)

### Obra coletiva
- Todas Contamos. Antología benéfica (2019). Amazon.[15] (em espanhol)
- As mulleres que opinan son perigosas (2022). Com Susana Pedreira. Delegação de Pontevedra.[16]

## Roteirista
- O gato con botas, 4 temporadas na TVG.[17]
- Land Rober Tunai Show, 4ª temporada, TVG.
- Vou que teño que ir, TVG[18]
- Clases de lo Social, webserie, 2.ª temporada
- Superpunky, curta musical
- Feminazi, curta
- 25 anos de Cinema Galego, documentário, em colaboração
- Memorias de un Hombre en Pijama, filme de animação.
- Mañana no te Olvides, filme.
- O home e o can, filme[19]